# Stina, Tomașpil
Stina (în ucraineană Стіна) este o comună în raionul Tomașpil, regiunea Vinnița, Ucraina, formată numai din satul de reședință.

## Demografie
Componența lingvistică a satului Stina
     Ucraineană (97,77%)
     Rusă (1,45%)
     Alte limbi (0,77%)
Conform recensământului din 2001, majoritatea populației satului Stina era vorbitoare de ucraineană (97,77%), existând în minoritate și vorbitori de rusă (1,45%).